# Нація прокидається
На́ція прокида́ється — пакистанський науково-фантастичний супергеройський фільм режисера Умайра Насіра Алі. Сценарій написав та зняв стрічку Аамір Саджад під виробничим прапором Ааміра Саджада Вентура. Аамір Саджад грає головну роль у фільмі.

## Ролі
- Аамір Саджад, як Рейед Аамір
- Вероніка Лоренса, як Єва Зелень

## Виробництво
Фільм буде виготовлений Ааміром Саджадом у його виробничій студії Aamir Sajjad Ventures. Його виробничий бюджет складе від 200 мільйонів пакистанських рупій (1,9 мільйона доларів США) до 255 мільйонів рупій (2,4 мільйона доларів). «Нація прокидається» стане першим фільмом про супергероя Пакистану. Композитор фільму Сахір Алі Багга, з вокалом Сари Рази Хан.

## Знімання
«Нація прокидається» зніматимуть у 12 країнах і він має сценарії як англійською мовою, так і мовою урду. Кастинг розпочався у квітні 2013 року, а трейлер вийшов у червні.